# 香川県道243号豊浜停車場線
香川県道243号豊浜停車場線（かがわけんどう243ごう とよはまていしゃじょうせん）は、香川県観音寺市を通る一般県道である。

## 概要
JR四国予讃線 豊浜駅と豊浜町街を結ぶ道路である。

### 路線データ
- 起点：香川県観音寺市豊浜町姫浜（予讃線 豊浜駅前）
- 終点：香川県観音寺市豊浜町姫浜（須賀交差点、国道377号交点、香川県道244号先林姫浜線終点）
- 総延長：0.220 km

## 路線状況

### 重複区間
- 香川県道244号先林姫浜線（観音寺市豊浜町姫浜）

## 地理

### 通過する自治体
- 観音寺市

### 交差する道路
| 交差する道路                                   | 交差する場所 | 交差する場所      |
| ---------------------------------------------- | ------------ | ----------------- |
| 香川県道244号先林姫浜線 重複区間起点           | 豊浜町姫浜   |                   |
| 国道377号 香川県道244号先林姫浜線 重複区間終点 | 豊浜町姫浜   | 須賀交差点 / 終点 |

### 沿線
- JR四国予讃線 豊浜駅